# بازار رقابت انحصاری

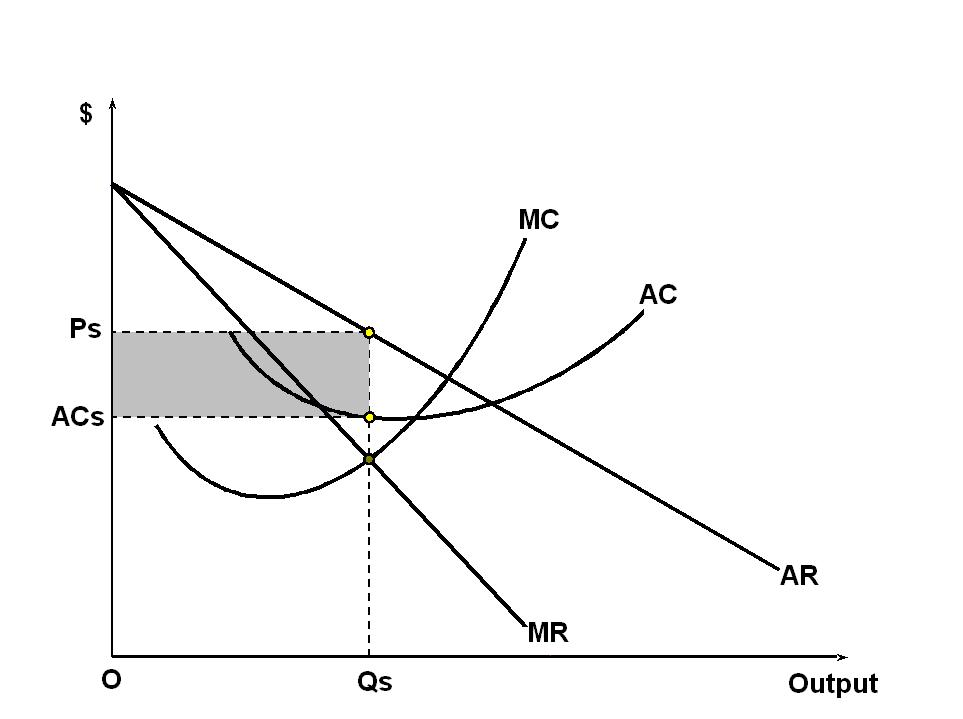
Short-run equilibrium of the firm under monopolistic competition. The firm maximizes its profits and produces a quantity where the firm's marginal revenue (MR) is equal to its marginal cost (MC). The firm is able to collect a price based on the average revenue (AR) curve. The difference between the firm's average revenue and average cost, multiplied by the quantity sold (Qs), gives the total profit.

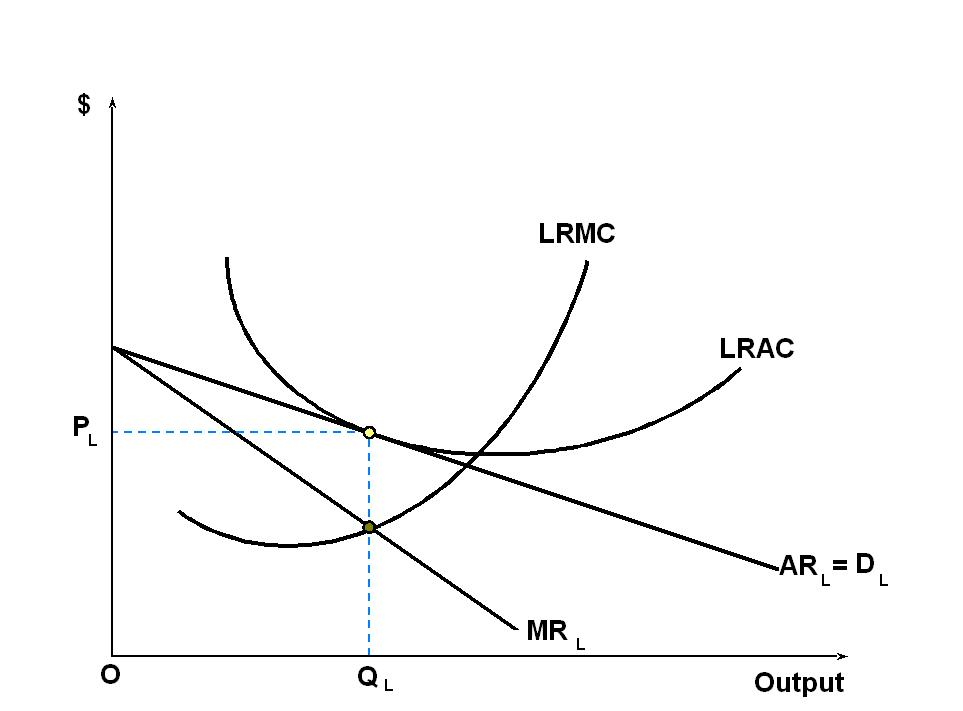
Long-run equilibrium of the firm under monopolistic competition. The firm still produces where marginal cost and marginal revenue are equal; however, the demand curve (MR and AR) has shifted as other firms entered the market and increased competition. The firm no longer sells its goods above average cost and can no longer claim an economic profit.

در بازار رقابت انحصاری کالای فروشندگان بیشمار به جای اینکه با هم مشابه باشند از نظر کیفیت یا بسته بندی با یکدیگر متفاوت است؛ لذا کالاها کاملاً جانشین هم نیستند. فروشندگان که همان واحدهای تولیدی هستند باید قیمت‌هایی را تعیین کنند که بتوانند مشتریان بیشتری را جلب و جذب کنند، زیرا در غیر این صورت مشتریان به کالاهایی با کیفیت مشابه یا پایین‌تر، اما ارزان قیمت‌تر مراجعه می‌کنند. در این زمان است که رقبا بازار را به دست می‌آورند. در این بازار نقش تبلیغات و آگهی‌ها نمایان می‌شود و واحدهای تولیدی برای ایجاد تمایز و تفاوت میان کالاها و خدمات خود و سایر تولیدکنندگان به آگهی‌های تجاری متوسل می‌شوند. هرچند این سازمان و شرکت‌ها هزینه‌هایی برای جلب مشتریان متحمل می‌شوند، اما پس از مدت زمان کوتاهی با سودآوری بالا این هزینه جبران می‌شود که به این ترتیب تعادل در بازار رقابت انحصاری به وجود می‌آید.
بازار رقابت انحصاری دارای وی‍‍ژگیهای زیر است:
- تعداد تولیدکننده‌ها و مصرف‌کننده‌ها در این بازار زیاد است، به‌طوری‌که هیچ‌کدام توانایی کنترل کامل قیمت بازار را ندارند. هر چند تولیدکننده‌ها هر کدام درجه‌ای از کنترل روی قیمت بازار را دارند.
- مصرف‌کننده‌ها می‌دانند که تفاوت‌های غیرقیمتی بین کالاهای تولیدکنندگان مختلف وجود دارد.
- موانعی بر سر راه خروج و ورود بنگاه‌ها به بازار وجود دارد.

وژگیهای بلندمدت یک بازار رقابت انحصاری تقریباً شبیه بازار رقابت کامل است. تفاوتی که بین این دو وجود دارد این است که در بازار رقابت انحصاری، کالاها غیرهمگن هستند و در این بازار، رقابت غیرقیمتی نیز وجود دارد.

## تاریخچه
رقابت انحصاری در تاریخ عقاید اقتصادی در اعتبار علمی ادوارد چمبرلین است. چمبرلین اقتصاددان آمریکایی که در کتاب خود تحت عنوان نظریه رقابت انحصاری که در سال ۱۹۳۳ به چاپ رسید تأکید می‌کند که بازارهای اقتصادی ممکن است روی یک سطح یا طیف افقی در نظر گرفته شوند که انحصار کامل در حد نهایی راست آن و بازار رقابت کامل در حد نهایی چپ آن قرار دارد. بین این دو بازار از نظر تعیین قیمت توافقی وجود ندارد و در نتیجه قیمت‌ها از طریق عناصر انحصاری و رقابتی تعیین می‌شود.

## مشخصه‌های اصلی
یک بازار رقابت انحصاری چند ویژگی اصلی دارد:
- وجود تمایز بین کالاها
- تعداد زیاد بنگاه‌ها
- عدم وجود هزینه ورود و خروج به بازار در بلندمدت
- وجود استقلال در تصمیم‌گیری بنگاه‌ها
- وجود حدی از قدرت بازار
- عدم تقارن اطلاعاتی بین فروشندگان و خریداران

### تمایز بین کالاها
کالاهای بنگاه‌ها در بازار رقابت انحصاری کاملاً همگن نیستند و با یکدیگر تفاوت دارند. البته این تفاوت به قدری کم است که کالاها تا حد زیادی جانشین هم هستند. برای مثال می‌توان گفت که کالاها از لحاظ کارکرد یکسان اند اما تفاوت‌هایی در کیفیت، بسته‌بندی، شکل، محل فروش و مواردی از این قبیل دارند.

### تعداد بنگاه‌ها
در هر بازار رقابت انحصاری، تعداد زیادی بنگاه وجود دارد و تعداد زیادی بنگاه نیز آماده ورود به بازار هستند. تعداد زیاد بنگاه‌ها این نتیجه را دارد که تصمیمات قیمتی هر بنگاه، اثری ناچیز روی کل بازار دارد و لذا تصمیمات دیگر بنگاه‌ها را تحت تأثیر قرار نمی‌دهد.

### هزینه ورود و خروج
در بازار رقابت انحصاری در بلندمدت هزینه ورود و خروج وجود ندارد. این فرض تضمین می‌کند که در این بازار، هزینه‌های نابرگشتنی وجود ندارد.

### استقلال در تصمیم‌گیری
در این بازار هر بنگاه به‌طور مستقل برای کالای خود قیمت‌گذاری می‌کند و نیاز به در نظر گرفتن اثر تصمیم خود بر تصمیم قیمتی دیگر بنگاه‌ها ندارد. این امر به این دلیل است که بازار به قدری بزرگ است که اثر تصمیم یک نفر روی کل بازار قابل صرف نظر است.

### قدرت بازار
بنگاه‌ها در بازار رقابت انحصاری دارای درجه‌ای از قدرت بازار هستند. در واقع در این بازار بر خلاف بازار رقابت کامل، بنگاه می‌تواند قیمت خود را بالا ببرد بدون اینکه تمام مشتریان خود را از دست بدهد. از طرف دیگر بنگاه می‌تواند قیمت خود را پایین بیاورد بدون این که بقیه بنگاه‌ها مجبور به رقابت قیمتی و پایین آوردن قیمت خود شوند. منشأ این قدرت بازار در یک بازار رقابت انحصاری، موانع ورود و خروج نیست (چون این موانع وجود ندارند یا به مقدار کمی وجود دارند) بلکه وجود تعداد اندک رقبا و تمایز کالاها در این بازار است. وجود قدرت بازار به این معنی است که بنگاه با یک منحنی تقاضای نزولی مواجه است (که البته کشش زیادی دارد).

### اطلاعات ناقص
در این بازار، به‌طور کلی هیچ تولیدکننده و مصرف‌کننده‌ای اطلاعات کامل ندارد.

## بنگاه رقابت انحصاری در کوتاه مدت
هر بنگاه در بازار رقابت انحصاری از جنبه‌های مختلف شبیه انحصارگر است. اما از آن جا که محصول این بنگاه با محصول سایر بنگاه‌ها تفاوت دارد، منحنی تقاضای بنگاه دارای شیب نزولی است (برعکس، منحنی تقاضای بنگاه در بازار رقابت کامل در قیمت بازار افقی است). بنابراین بنگاه رقابت انحصاری از قانون انحصارگر برای حداکثر کردن سود خود استفاده می‌کند: سطحی از تولید را انتخاب می‌کند که درآمد نهایی (MR) با هزینه نهایی (MC) برابر است و از منحنی تقاضا برای تعیین قیمت سازگار با مقدار تولید استفاده می‌کند.

## بنگاه رقابت انحصاری در بلندمدت

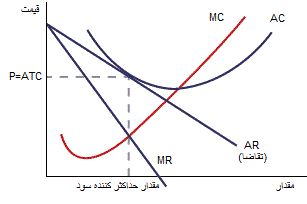
بنگاه رقابت انحصاری در بلندمدت. در بازار رقابت انحصاری، با وجود سود انحصاری بنگاه‌های جدید به بازار وارد می‌شوند و منحنی‌های تقاضای بنگاه‌هایی که از قبل در بازار حضور داشته‌اند به سمت چپ انتقال می‌یابد. به‌طور مشابه اگر بنگاه‌ها در بازار رقابت انحصاری ضرر کنند از بازار خارج می‌شوند و منحنی تقاضای بنگاه‌های باقی‌مانده در بازار به سمت راست انتقال می‌یابد. به دلیل همین جابه جایی‌ها در منحنی‌های تقاضا نهایتاً یک بنگاه در بازار رقابت انحصاری به تعادل بلندمدت می‌رسد (همان‌طور که در نمودار نشان داده‌ایم). در تعادل بلند مدت قیمت و هزینهٔ متوسط کل برابر شده و سود بنگاه به صفر می‌رسد.

وقتی در کوتاه مدت بنگاه‌ها سود به دست می‌آورند، این سود انگیزهٔ ورود بنگاه‌های جدید به بازار خواهد بود. با ورود بنگاه‌های جدید به بازار، تعداد محصولاتی که خریداران می‌توانند انتخاب کنند افزایش می‌یابد و در نتیجه تقاضای هر بنگاه در بازار کاهش خواهد یافت. به عبارت دیگر، سود باعث تشویق ورود بنگاه‌ها به بازار می‌شود و منحنی‌های تقاضای بنگاه‌ها به سمت چپ یا پایین منتقل می‌شود. با انتقال منحنی تقاضا به سمت پایین، سود بنگاه‌ها کاهش می‌یابد.
برعکس، وقتی بنگاه‌ها ضرر می‌کنند، انگیزه برای خروج از صنعت (بازار) فراهم می‌شود. با خروج بنگاه‌ها از بازار، مصرف کنندگان با محصولات کم تری برای انتخاب رو به رو می‌شوند. کاهش تعداد بنگاه‌ها باعث افزایش تقاضای محصولات بنگاه‌های موجود در بازار می‌شود. به عبارت دیگر، زیان باعث تشویق بنگاه‌ها به خروج از بازار و خروج بنگاه‌ها از بازار باعث انتقال منحنی تقاضای بنگاه‌های باقی‌مانده به سمت راست می‌شود. با افزایش تقاضای بنگاه‌ها باقی‌مانده در بازار، سود افزایش می‌یابد (یا زیان کاهش می‌یابد).
جریان ورود و خروج بنگاه‌ها تا جایی ادامه خواهد داشت که سود اقتصادی بنگاه‌های باقی‌مانده در بازار دقیقاً به صفر برسد. وقتی بازار به این وضعیت می‌رسد بنگاه‌های جدید برای ورود به بازار هیچ انگیزه‌ای ندارند و بنگاه‌های موجود نیز برای خروج انگیزه‌ای نخواهند داشت.
نتیجه آن که دو ویژگی تعادل بلندمدت در بازار رقابت انحصاری به شرح زیر است:
- همانند بازار انحصار کامل، قیمت بیش از هزینهٔ نهایی است. علت این است که حداکثرکردن سود مستلزم برابری هزینهٔ نهایی و درآمد نهایی است و منحنی تقاضا با شیب نزولی باعث می‌شود که درآمد نهایی کم‌تر از قیمت باشد.
- همانند بازار رقابت کامل، قیمت و هزینهٔ متوسط کل برابر است. علت این است که ورود و خروج آزادانه باعث صفر شدن سود اقتصادی می‌شود.

ویژگی دوم، تفاوت بین بازار رقابت انحصاری و انحصار کامل را نشان می‌دهد. در بازار انحصار کامل، فقط یک فروشندهٔ منحصر به فرد وجود دارد که کالایی بدون جانشین تولید می‌کند و انحصارگر حتی در بلندمدت سود اقتصادی مثبت به دست می‌آورد. برعکس از آن جا که ورود به بازار رقابت انحصاری آزاد است، سود اقتصادی یک بنگاه در این نوع بازار در بلندمدت به صفر می‌رسد.

## مقایسه رقابت انحصاری و رقابت کامل
دو تفاوت عمده بین دو بازار رقابت انحصاری و رقابت کامل وجود دارد:
- بنگاه‌ها در بازار رقابت کامل در مقیاس کارآمد تولید می‌کنند به نحوی که هزینهٔ متوسط کل (ATC) حداقل می‌شود. برعکس، بنگاه‌ها در بازار رقابت انحصاری در سطحی کم‌تر از مقیاس کارآمد تولید می‌کنند.
- در بازار رقابت کامل قیمت و هزینهٔ نهایی برابر می‌شوند (P=MC) ولی در بازار رقابت انحصاری قیمت بیش از هزینهٔ نهایی است (P>MC).

### مازاد ظرفیت
ورود و خروج بنگاه‌ها در بازار رقابت انحصاری تا جایی ادامه می‌یابد که منحنی‌های تقاضا و هزینهٔ متوسط کل (ATC) برهم مماس شوند. این در حالی است که مقدار تولید در این نقطه (نقطهٔ تماس دو منحنی تقاضا و ATC) کم‌تر از مقداری است که هزینهٔ متوسط کل حداقل می‌شود؛ بنابراین در بازار رقابت انحصاری، بنگاه‌ها بر روی شاخهٔ نزولی منحنی‌های هزینهٔ متوسط کل تولید می‌کنند. به این ترتیب رقابت انحصاری تمایز اساسی با رقابت کامل دارد. آزادی ورود به بازار رقابت کامل باعث می‌شود تا بنگاه‌ها در نقطهٔ حداقل منحنی هزینه متوسط کل تولید کنند.
سطحی از تولید که هزینهٔ متوسط کل (ATC) را حداقل می‌کند، مقیاس کارآمد (تولید کارآ) بنگاه نامیده می‌شود. در بلندمدت بنگاه‌های بازار رقابت کامل در مقیاس کارآمد فعالیت می‌کنند ولی بنگاه‌های بازار رقابت انحصاری در سطحی کم‌تر از مقیاس کارآمد فعالیت می‌کنند. در این حالت می‌گوییم بنگاه‌ها در بازار رقابت انحصاری مازاد ظرفیت دارند. به عبارت دیگر، یک بنگاه در بازار رقابت انحصاری، برخلاف بنگاه رقابتی، باید تولید خود را افزایش دهد تا هزینهٔ متوسط کل تولید کاهش یابد.

### قیمت‌گذاری بالاتر از هزینهٔ نهایی
دومین تفاوت بین بازار رقابت کامل و رقابت انحصاری به ارتباط میان قیمت و هزینهٔ نهایی مربوط می‌شود. در یک بنگاه رقابتی، قیمت (P) با هزینهٔ نهایی (MC) برابر است. در حالی که برای یک بنگاه در بازار رقابت انحصاری، قیمت بیش از هزینهٔ نهایی است (P>MC) زیرا بنگاه همیشه دارای بخشی از قدرت بازار است.
این قیمت‌گذاری بالاتر از هزینهٔ نهایی با ورود و خروج بنگاه‌ها و صفر شدن سود سازگار است. چرا که شرط سود صفر فقط این اطمینان را به ما می‌دهد که قیمت (P) با هزینهٔ متوسط کل (ATC) برابر است، ولی شرط سود صفر، تضمین برابری قیمت و هزینهٔ نهایی (MC) نیست. در تعادل بلندمدت بنگاه‌های بازار رقابت انحصاری بر روی شاخهٔ نزولی منحنی‌های هزینهٔ متوسط کل (ATC) فعالیت می‌کنند، به‌طوری‌که هزینهٔ نهایی کم‌تر از هزینهٔ متوسط کل است (MC<ATC). بنابراین وقتی قیمت و هزینهٔ متوسط کل با هم برابرند، قیمت باید بیش از هزینهٔ نهایی باشد.
در ارتباط میان قیمت و هزینهٔ نهایی یک تفاوت کلیدی و مهم بین رقابت کامل و رقابت انحصاری مشاهده می‌کنیم. فرض کنید از یک بنگاه سؤال کنید: «شما دوست دارید که یک مشتری وارد فروشگاه شود و کالایی را به قیمت جاری از شما خریداری کند؟» یک بنگاه در بازار رقابت کامل پاسخ می‌دهد که اهمیتی ندارد! زیرا قیمت دقیقاً برابر هزینه نهایی است و سود ناشی از فروش یک واحد اضافی کالا (در بلند مدت) صفر است. برعکس، یک بنگاه در بازار رقابت انحصاری همیشه مشتاق مشتریان بیشتر است. زیرا قیمت بیش از هزینهٔ نهایی است و فروش هر واحد اضافی به قیمت جاری، به معنای سود بیشتر است. بر اساس یک لطیفه، بازارهای رقابت انحصاری بازارهایی هستند که برای خریداران خود کارت تبریک عید می‌فرستند!

## رقابت انحصاری و رفاه جامعه
یک منبع ناکارایی در بازار رقابت انحصاری، قیمت‌گذاری بالاتر از هزینهٔ نهایی است. زیرا با قیمت‌گذاری بالاتر، برخی از مصرف کنندگان که کالا را بیش از هزینهٔ نهایی تولید ارزش‌گذاری کرده‌اند، به خرید کالا اقدام می‌کنند و سایرین که کالا را کم‌تر از هزینهٔ آن ارزش‌گذاری کرده‌اند، از خرید خودداری خواهند کرد؛ بنابراین بازار رقابت انحصاری یک زیان اقتصادی ناشی از قیمت‌گذاری انحصاری را به همراه دارد.
هر چند این نتیجه در مقایسه با نتیجهٔ بهینهٔ برابری قیمت و هزینهٔ نهایی (P=MC) به وضوح نامطلوب است، اما هیچ روش آسانی برای حل این مشکل در اختیار سیاستگذاران نیست. برای قیمت‌گذاری بر اساس هزینهٔ نهایی، سیاستگذاران به اقدامات اصلاحی نیاز دارند تا تمام بنگاه‌ها کالاهای متمایز تولید کنند. زیرا چنین محصولاتی به قدری در اقتصاد وجود دارند که هزینه‌های اداری چنین اصلاحاتی را پوشش می‌دهند.
علاوه بر این، تنظیم و اصلاح رفتار بنگاه‌ها در بازار رقابت انحصاری شامل تمام مشکلات ناشی از اصلاح انحصارهای طبیعی می‌شود. به ویژه آن که بنگاه‌های بازار رقابت انحصاری که دارای سود صفر هستند، مجبور می‌شوند با کاهش قیمت خود تا سطح هزینهٔ نهایی، زیان کنند. برای باقی ماندن این بنگاه‌ها در بازار، دولت باید به آن‌ها کمک کند. به جای آن که از آن‌ها مالیات بگیرد، باید به آن‌ها یارانه پرداخت کند و سیاستگذاران نیز ممکن است به این نتیجه برسند که بهتر است بنگاه‌های بازار رقابت انحصاری با وجود ناکارایی قیمت‌گذاری انحصاری، در بازار فعالیت کنند.
یک مسئلهٔ دیگر که ناکارایی اجتماعی بازار رقابت انحصاری را نشان می‌دهد این است که تعداد بنگاه‌های این بازار ممکن است مطلوب نباشد. به این معنا که تعداد بنگاه‌هایی که وارد بازار می‌شوند یا بسیار زیاد یا بسیار کم باشد. یک روش تحلیل این مشکل، بررسی آثار جانبی ورود بنگاه‌ها به بازار است. هرگاه یک بنگاه با یک کالای جدید، ورود به بازار رقابت انحصاری را مورد ملاحظه قرار می‌دهد، فقط به سود دریافتی احتمالی فکر می‌کند. با وجود این، ورود به بازار دو اثر جانبی دارد:
- اثر جانبی تنوع محصول: از آن جا که با معرفی محصولات جدید، مصرف کنندگان اضافه رفاه به دست می‌آورند، ورود یک بنگاه جدید یک اضافه رفاه مثبت برای مصرف کنندگان به همراه دارد.
- اثر جانبی ربودن سود: با ورود بنگاه‌های جدید، مشتریان بنگاه‌های موجود در بازار کم می‌شوند بنابراین ورود هر بنگاه جدید یک اثر جانبی منفی بر بنگاه‌های موجود در بازار دارد؛ بنابراین در بازار رقابت انحصاری دو اثر جانبی مثبت و منفی مربوط به ورود بنگاه‌های جدید وجود دارد. با توجه به این که کدام اثر جانبی بزرگ‌تر باشد، یک بازار رقابت انحصاری می‌تواند تعداد بسیار زیاد یا تعداد اندکی محصول ارائه کند.

هر دو نوع اثر جانبی با شرایط رقابت انحصاری ارتباط بسیار نزدیکی دارد. اثر جانبی تنوع محصول از آن جا به وجود می‌آید که یک بنگاه جدید یک محصول متفاوت با محصول بنگاه‌های موجود در بازار تولید می‌کند. اثر جانبی ربودن سود نیز وجود دارد، زیرا بنگاه‌ها قیمت خود را (در بازار رقابت انحصاری) بالاتر از هزینهٔ نهایی قرار می‌دهند؛ بنابراین همیشه می‌توانند با فروش واحدهای بیشتر سود به دست آورند. برعکس، در بازار رقابت کامل بنگاه‌ها کالاهای مشابه تولید می‌کنند و قیمت کالا با هزینهٔ نهایی برابر است؛ بنابراین هیچ‌یک از این آثار جانبی در رقابت کامل وجود ندارد.
در پایان می‌توان نتیجه گرفت که بازارهای رقابت انحصاری فاقد تمام ویژگی‌های رفاهی مطلوب بازارهای رقابت کامل هستند. به عبارت دیگر، دست نامرئی به هیچ وجه تضمین نمی‌کند که در بازار رقابت انحصاری، اضافه رفاه کل به حداکثر می‌رسد. با وجود این، از آن جا که ناکارایی‌ها بسیار نامشهود و به سختی قابل اندازه‌گیری و اصلاح اند، در سیاست‌های عمومی برای بهبود نتایج و آثار این بازار هیچ روش شناخته شده‌ای وجود ندارد.